# 鍋山貞親

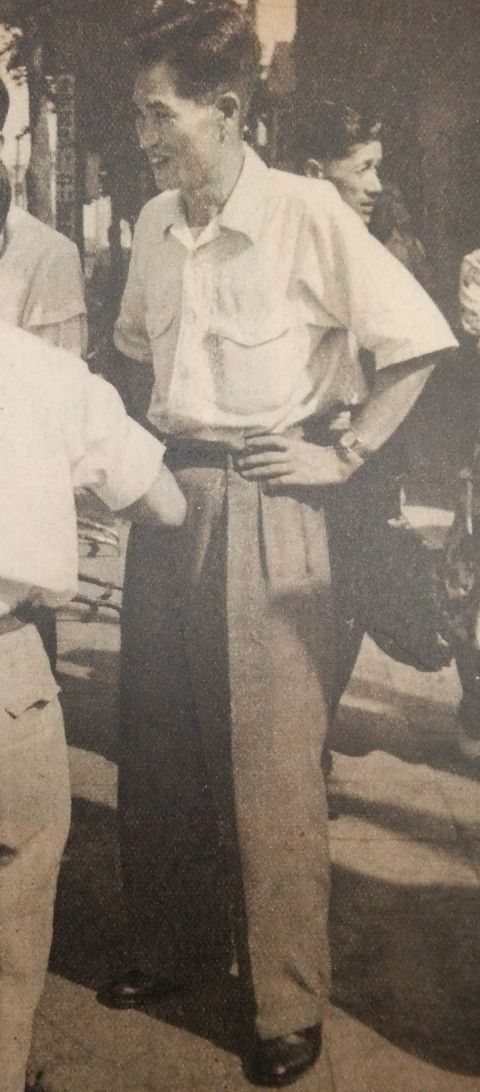
1948年の鍋山貞親

鍋山 貞親（なべやま さだちか、1901年〈明治34年〉9月1日 - 1979年〈昭和54年〉8月18日）は、日本の社会運動家で、非合法政党時代の日本共産党（第二次共産党）幹部。筆名に大川権三、石橋庸五、島崎孝次、豊崎伍一、須田麟造などがある。大阪府東成郡鯰江村（現在の大阪市城東区）出身。

## 経歴
小学校卒業後、旋盤工として働く。次第に社会運動に傾倒し、友愛会に所属した。その後、日本労働総同盟に移り、日本共産党（第一次共産党）に入党した。この間、日本労働組合評議会結成に参画するなどの活動を行った。党再建（第二次共産党）後、徐々に党内で頭角を現し、佐野学とならぶ中心的幹部として三・一五事件以後の党組織の再建に従事した。
しかし、1929年、四・一六事件で警察に検挙され市ヶ谷刑務所に収監。1933年、獄中で佐野とともに転向声明「共同被告同志に告ぐる書」を出した。これは、コミンテルンの指導を受けての共産主義運動は日本にはそぐわないものであり、今後は天皇を尊重した社会主義運動（「一国社会主義」運動）を行うというものだった。この声明は獄中にあった党員を初め、多くの運動家に大きな衝撃を与え、大量転向の動きを加速させることになった。
第二次世界大戦後は、一時期労農前衛党を結成して政界復帰を図るも果たせず、1946年に、後に塩路一郎や宇佐美忠信など右派労働運動家が出入りする世界民主研究所を設立、その代表理事として反共運動を指導、死去まで勤めた。1950年に結成された民主社会主義連盟では佐野や三田村四郎と共に発起人と評議員に名を連ね、民社党・同盟の理論的・戦術的ブレーンとしても活動した。
1979年8月18日、食道癌のため東京都渋谷区の自宅で死去。77歳。

## 著書
- 左翼労働組合と右翼との闘争 第1輯 希望閣 1931
- 社会民主主義との闘争 第2輯 希望閣 1931
- 転換期に立つ 日東出版社 1948
- 日本共産党批判 勤労時報社 1949 (民主社会シリーズ)
- 転向十五年 佐野学共著 労働出版社 1949 (労働民主シリーズ)
- 私は共産党をすてた 自由と租国を求めて 大東出版社 1949
- 共産党批判 鹿鳴社 1950
- 平和共存下の日共と組合運動 世界民主出版部 1955
- ソ連と日本 スターリン批判の意味するもの 世界民主出版部 1956
- わが国政党の性格解剖 社会党の左旋回を中心として 日本民主協会 1958
- 議会政治破壊のデモ 民主政治下のデモと専制政治下のデモ 世界民主研究所 1960
- 共産党をたたく12章 魔力の正体を衝く 有朋社 1973
- 企業と共産主義 弘津恭輔共著 労働問題懇話会 1974 産業労働ライブラリー
- 『鍋山貞親著作集』鍋山歌子編 星企画出版 1989

## 関連文献
- 高畠通敏「一国社会主義者 佐野学・鍋山貞親」思想の科学研究会編『共同研究 転向（上）』（平凡社, 1959年／改訂増補版, 1978年）
- 福家崇洋「一国社会主義から民主社会主義へ : 佐野学・鍋山貞親の戦時と戦後」『文明構造論 : 京都大学大学院人間・環境学研究科現代文明論講座文明構造論分野論集』第9号、京都大学大学院人間・環境学研究科現代文明論講座文明構造論分野『文明構造論』刊行会、2013年、1-47頁、ISSN 1880-4152、NAID 120005350228。